# Čopova ulice
Čopova ulice (slovinsky Čopova ulica) je hlavní třída v centru Lublaně, Slovinsko. Ulice vede od Operního domu na centrální Prešerenovo náměstí, a nachází se v ní mnoho barů a obchodů včetně prvního slovinského McDonaldu. Je to pěší třída, a je považována za hlavní promenádu města.

Ulice je pojmenována po Matijovi Čopovi, který byl na začátku 19. století významnou osobností literárního života a blízkým přítelem básníka France Prešerena. Dříve byla ulice známa jako Slonova ulice (slovinsky Slonova ulica), jako památka na prvního slona přítomného v městě od dob Římské říše.

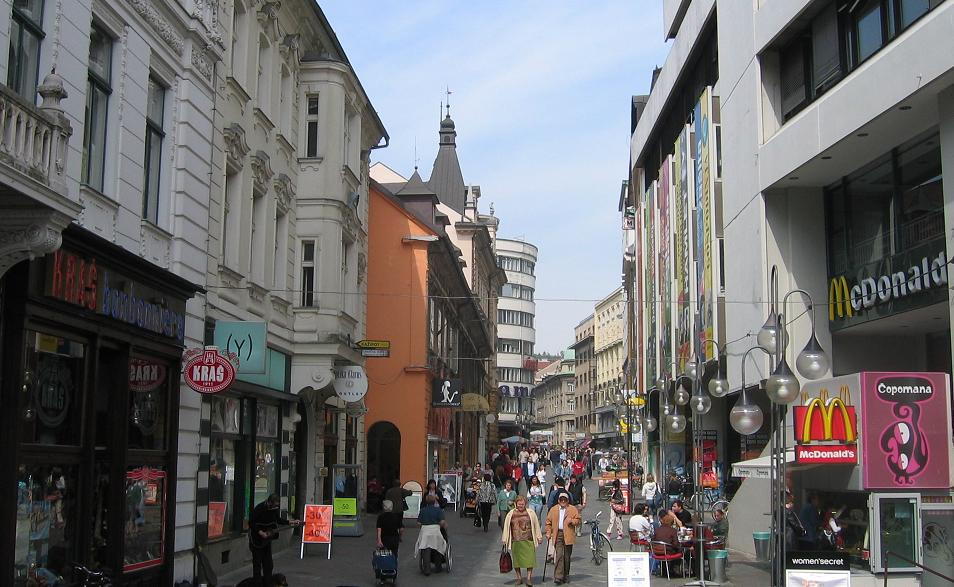
Čopova ulice

Dar osmanského sultána, zvíře bylo přepravováno v doprovodu císaře Maxmiliána II. na své cestě zpět ze Španělska do Německa, a bylo ustájené na místě, kde je dnes horní část ulice v roce 1550 a nyní na tomto místě stojí hotel Slon. Později v 19. století, změnila na Prešerova ulice (slovinsky Prešernova ulica) v roce 1945, byla přejmenována na Čopova ulice, jako součást velkého přejmenovávání ulic a náměstí v Lublani poválečnou správou.